# Sally Can't Dance
Sally Can't Dance je studiové album amerického rockového kytaristy a zpěváka Lou Reeda, vydané v roce 1974 u RCA Records.

## Seznam skladeb
Všechny skladby napsal Lou Reed.
1. „Ride Sally Ride“
2. „Animal Language“
3. „Baby Face“
4. „N. Y. Stars“
5. „Kill Your Sons“
6. „Ennui“
7. „Sally Can’t Dance“
8. „Billy“

 Bonusy 
1. „Good Taste“
2. „Sally Can’t Dance“ (single version)

## Sestava
- Lou Reed – zpěv, kytara
- Danny Weis – kytara, tamburína, doprovodný zpěv
- Paul Fleisher – saxofon v „Billy“
- David Taylor, Lou Marini, Trevor Koehler, Jon Faddis, Alan Rubin, Alex Foster – rohy
- Steve Katz – harmonika
- Mike Fonfara – klávesy, doprovodný zpěv
- Prakash John – baskytara, doprovodný zpěv
- Doug Yule – baskytara v „Billy“
- Ritchie Dharma – bicí v „Kill Your Sons“ a „Ennui“
- Pentti „Whitey“ Glan – bicí
- Michael Wendroff – doprovodný zpěv
- Joanne Vent – doprovodný zpěv